# Garzewo (Świątki)
Garzewo (deutsch Alt Garschen) ist ein Ort in der polnischen Woiwodschaft Ermland-Masuren. Er gehört zur Landgemeinde Świątki (Heiligenthal) im Powiat Olsztyński (Kreis Allenstein).

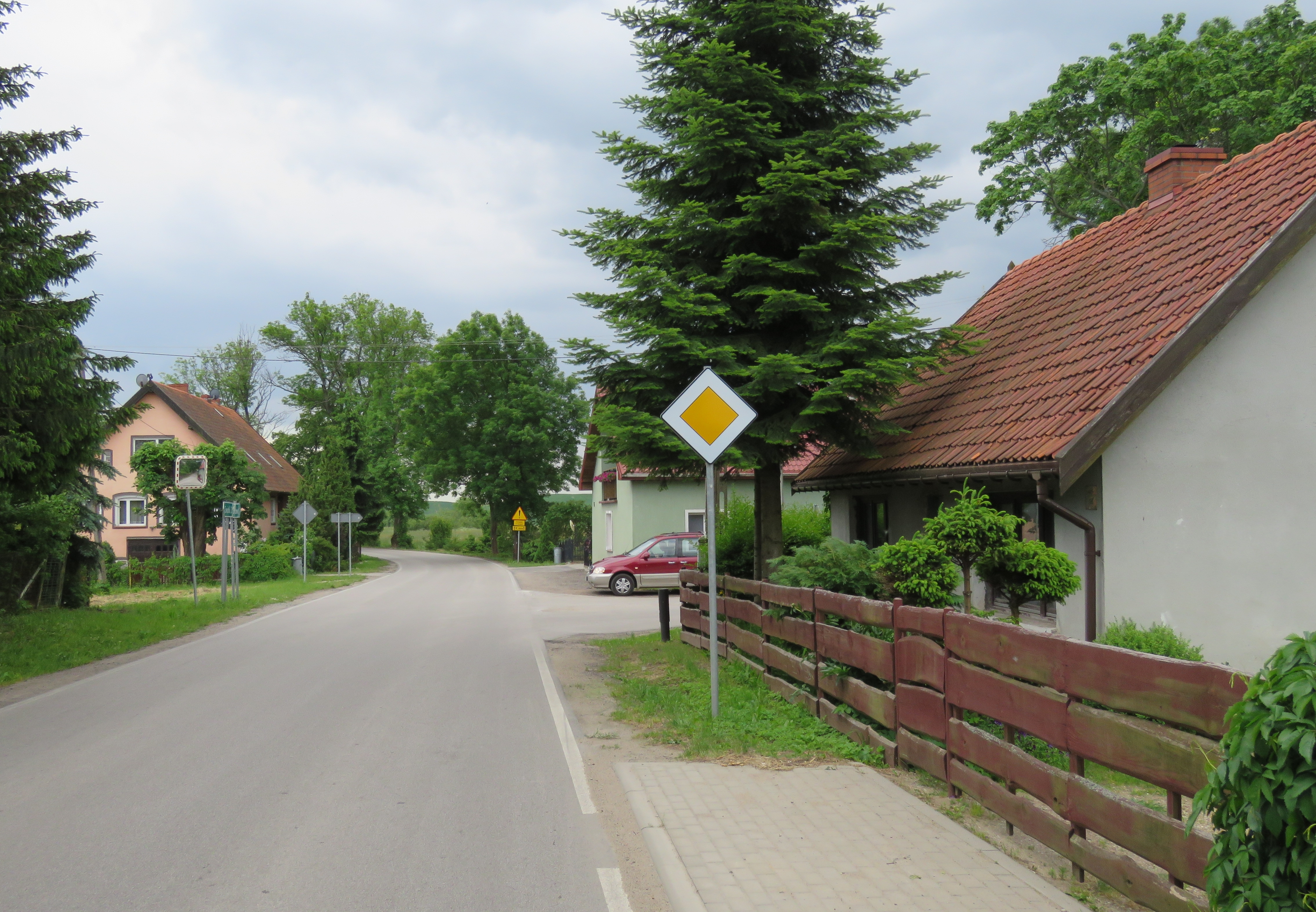
Ortsdurchfahrt Garzewo

## Geographische Lage
Garzewo liegt in der nordwestlichen Woiwodschaft Ermland-Masuren, 33 Kilometer südwestlich der früheren Kreisstadt Heilsberg (polnisch Lidzbark Warmiński) bzw. 21 Kilometer nordwestlich der heutigen Kreismetropole Olsztyn (deutsch Allenstein).

## Geschichte
Das einstige Dorf Garschen, das erst nach 1785 Alt Garschen genannt wurde, kam als eine Landgemeinde 1874 zum neu errichteten Amtsbezirk Heiligenthal (polnisch Świątki) im ostpreußischen Kreis Heilsberg, Regierungsbezirk Königsberg.
Im Jahre 1910 waren in Alt Garschen 374 Einwohner gemeldet. Ihre Zahl belief sich im Jahre 1933 auf 360 und im Jahre 1939 auf 312.
In Kriegsfolge fiel 1945 das gesamte südliche Ostpreußen an Polen. Alt Garschen erhielt die polnische Namensform „Garzewo“ und ist heute eine Ortschaft im Verbund der Gmina Świątki (Landgemeinde Heiligenthal) im Powiat Olsztyński (Kreis Allenstein), von 1975 bis 1998 der Woiwodschaft Olsztyn, seither der Woiwodschaft Ermland-Masuren zugehörig. Im Jahre 2021 zählte Garzewo 121 Einwohner.

## Religion
Garzewo gehört heute wie bereits Alt Garschen vor 1945 zur römisch-katholischen Pfarrei Świątki (Heiligenthal), die jetzt dem Erzbistum Ermland zugeordnet ist.
Alt Garschen war außerdem bis 1945 in die evangelische Pfarrkirche Guttstadt (polnisch Dobre Miasto) in der Kirchenprovinz Ostpreußen der Kirche der Altpreußischen Union eingegliedert. Heute gehört das Dorf zur Diözese Masuren der Evangelisch-Augsburgischen Kirche in Polen.

## Verkehr
Garzewo liegt an einer Straße, die bei Zahony (Sommerfeld) von der Woiwodschaftsstraße 507 abzweigt und über Świątki bis nach Jonkowo (Jonkendorf) führt. Eine von Skolity (Schlitt) kommende Nebenstraße endet in Garzewo.
Eine Anbindung an den Bahnverkehr besteht nicht.